# Herdern (Freiburg im Breisgau)
Herdern ist ein nordöstlich der Innenstadt gelegener Stadtteil von Freiburg im Breisgau. Im Süden grenzt er an den Stadtteil Neuburg, im Westen wird er von den Gleisen der Rheintalbahn begrenzt und stößt dort an die Stadtteile Stühlinger und Brühl, im Norden liegt der Stadtteil Zähringen und im Osten liegen die Westhänge des Roßkopfs.

## Geschichte
Das ursprünglich eigenständige Dorf wurde wie die heutigen Freiburger Stadtteile Wiehre, Zähringen und die selbständige Gemeinde Gundelfingen im Jahr 1008 in einer Wildbannurkunde erstmals erwähnt. Damit ist es eines der am frühesten besiedelten Gebiete des heutigen Stadtgebiets. Besitzer des Dorfes waren zunächst die Herzöge von Zähringen, nachfolgend deren Erben, die Grafen von Freiburg und schließlich das Fürstenhaus Fürstenberg. Bis ins 15. Jahrhundert waren die Bischöfe von Straßburg Oberlehensherren. Johann Pedius Tethinger verfasste im Jahre 1543 sogar eine lateinische Geschichte über Herdern in Gedichtform. Bereits im Jahr 1457 wurde Herdern Teil der Stadt Freiburg und teilte dessen weitere Geschichte.
Das Dorf lebte überwiegend vom Weinbau, der jedoch heute keine Rolle mehr spielt. Lediglich der Patron der Kirchengemeinde, St. Urban als Patron der Winzer und Rebleute, und eine kleine Rebfläche nahe der Ortsmitte erinnert noch an diese Vergangenheit.
Im 19. Jahrhundert setzte eine rege Bautätigkeit rund um den alten Dorfkern entlang des Glasbachs ein. Viele Gebäude wurden im Süden des Stadtteils während der Zeit des Jugendstils errichtet. An den Hängen entstanden Villen mit großzügigen Grundstücken.
Im Juli 1903 wurde das Friedrich-Gymnasium in Herdern eröffnet, das von 1901 an von Josef Durm gebaut worden war. 1907 folgte die Oberrealschule, die später zum Kepler-Gymnasium wurde. Mittlerweile wurde das Gebäude bis auf den markanten Turm abgerissen und im Rieselfeld eine neue Schule dieses Namens errichtet.
Die Bautätigkeit setzte sich im 20. Jahrhundert fort mit lockerer Bebauung im nördlichen Teil von Herdern. Ab dem Jahr 1933 entstand das sogenannte „Musikerviertel“, dessen Straßennamen nach deutschen Musikern benannt sind. Die mittig gelegene Straße ist nach Johann Sebastian Bach benannt, der von den Nationalsozialisten als Basis der deutschen Musik angesehen wurde, die parallel verlaufende Haupterschließungsstraße nach Richard Wagner, dem Lieblingskomponisten der Nationalsozialisten. Die Querstraßen sind von West nach Ost chronologisch von Georg Friedrich Händel bis Anton Bruckner geordnet, wodurch die nationalsozialistische Ideologie der Eroberung neuen Lebensraumes im Osten propagiert wird. Nach jüdischen Musikern wie etwa Felix Mendelssohn Bartholdy wurden im Musikerviertel keine Straßen benannt.
Im Musikerviertel wurde 1965–1966 das erste eigene Schulgebäude für das Droste-Hülshoff-Gymnasium nach Plänen des Architekturbüros Behnisch & Partner errichtet.
Der Stadtteil ist heute wegen seiner Ruhe, dem hohen Grünanteil und der naturnahen Lage sehr beliebt, aber auch teuer. Das gilt weniger für den Westrand des Stadtteils, der nicht die typischen Merkmale eines ruhigen Wohn- und Villenviertels aufweist. Unter Oberbürgermeister Otto Winterer wurden Anfang des 20. Jahrhunderts in Herdern viele Mammutbäume gepflanzt, von denen aber inzwischen auch einige gefällt werden mussten.
Im Dezember 2010 wurde eine Partnerschaft zwischen Herdern und der Umlandgemeinde Gottenheim besiegelt.
Initiiert vom Bürgerverein Herdern findet am Ehrenmal Wintererstraße/Eichhalde am Totensonntag jährlich eine Totenehrung statt. 2019 stand das Gedenken an die Toten auch unter dem Zeichen des schweren Bombenangriffs auf Freiburg 75 Jahre zuvor.

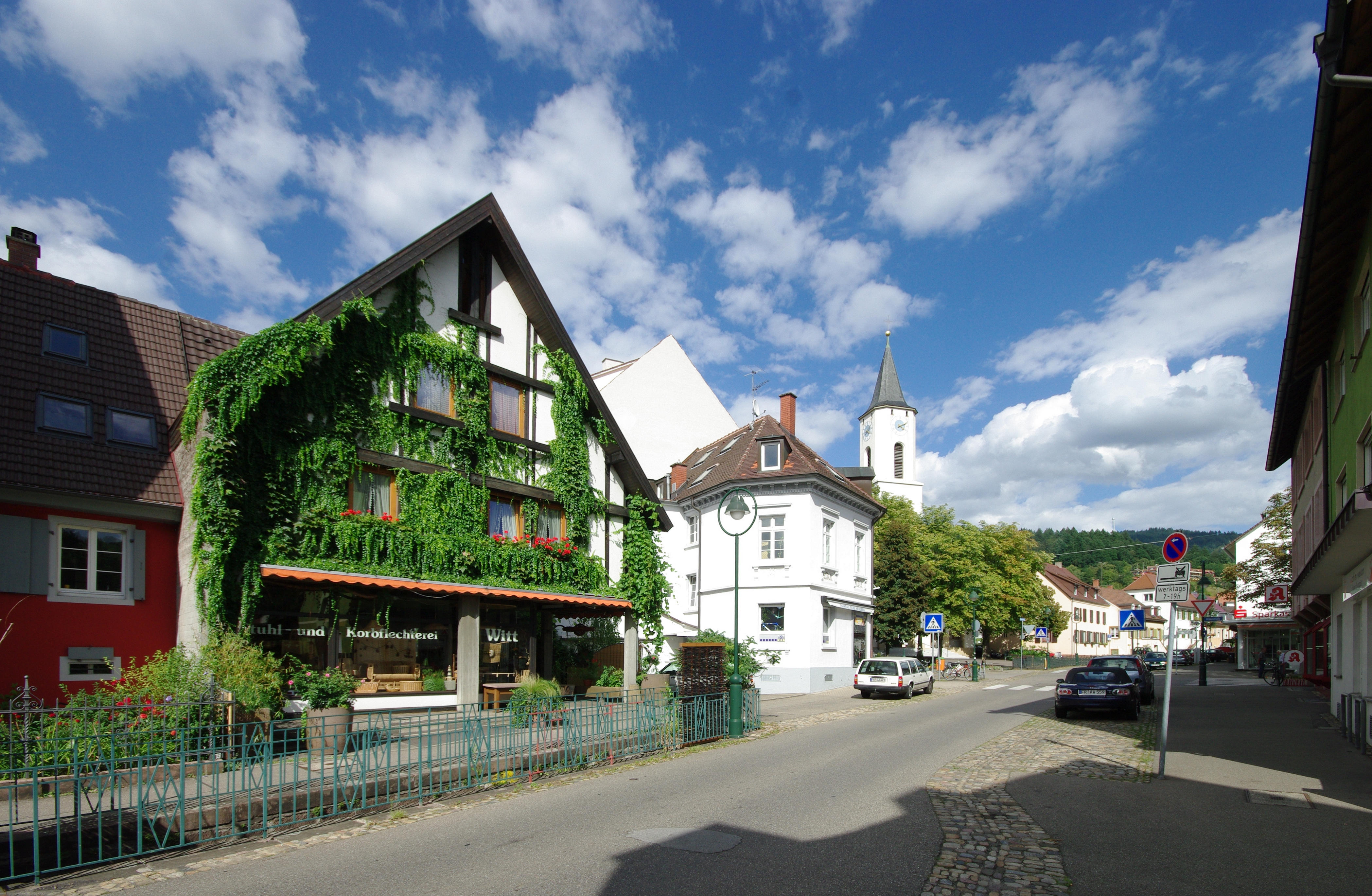
Ortsmitte Herdern
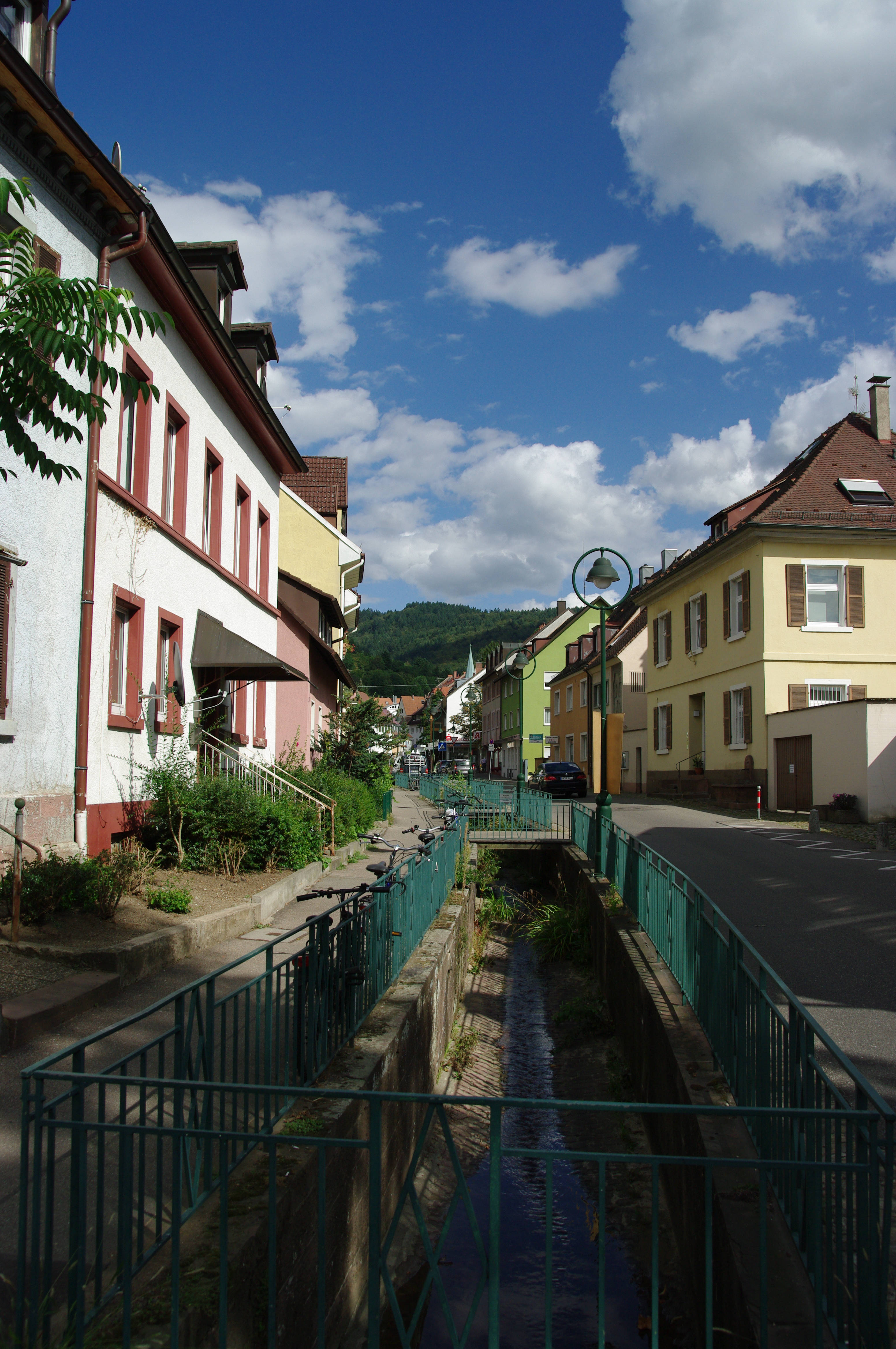
Hauptstraße mit Glasbach
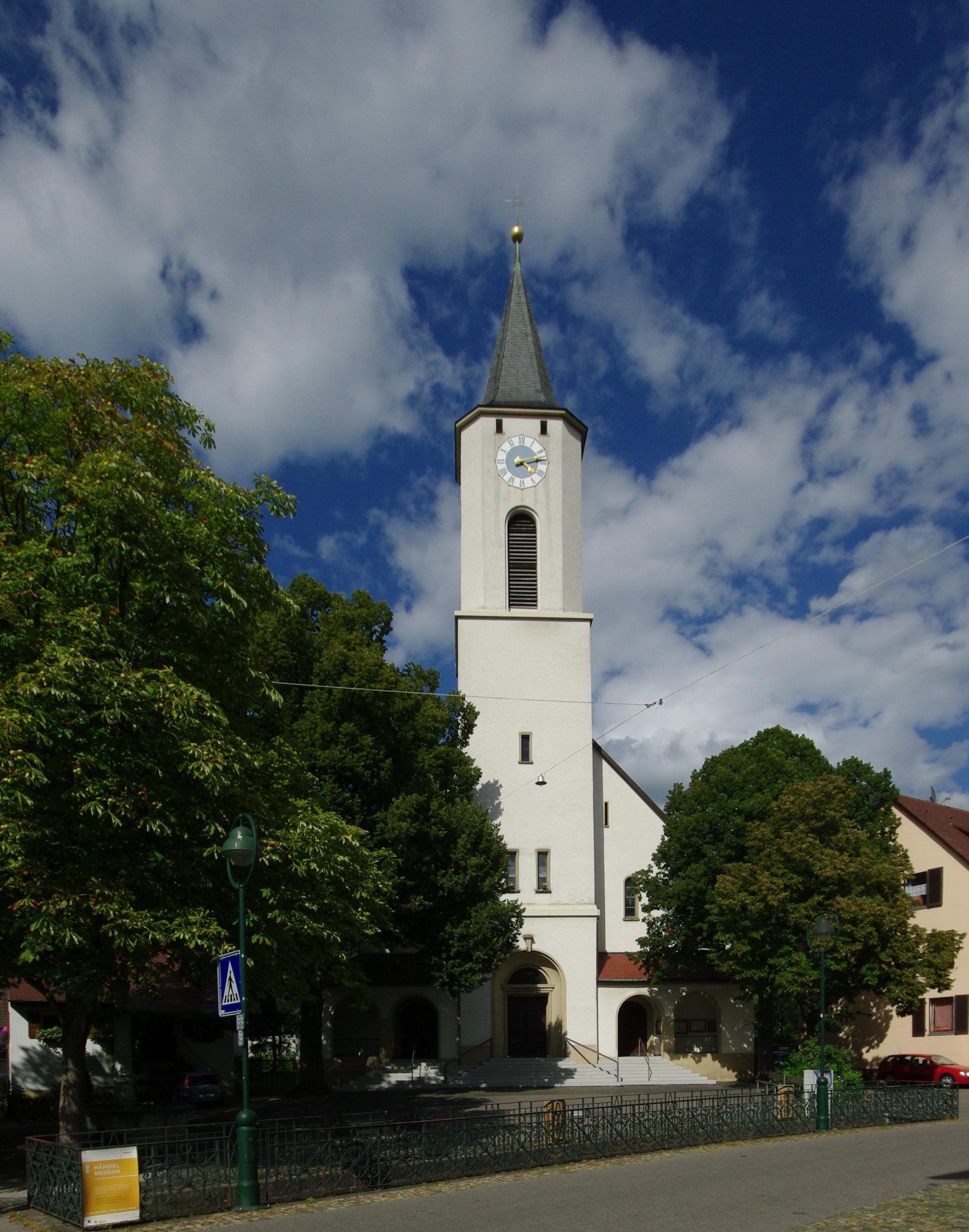
Katholische Kirche St. Urban
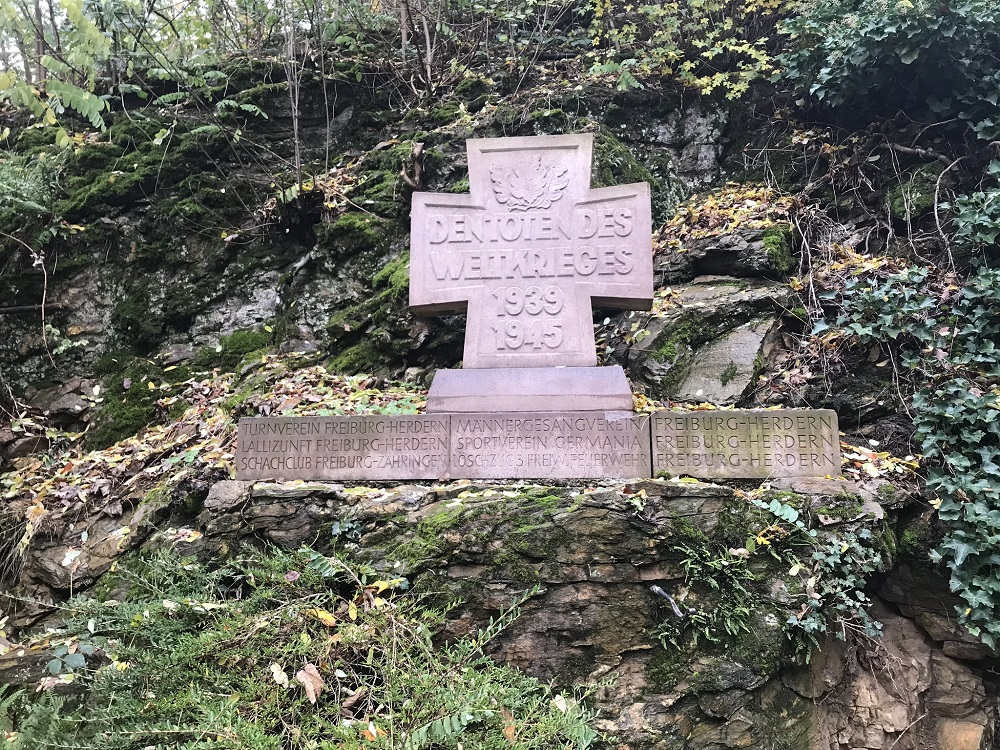
Ehrenmal (Gedenkkreuz) für die im Zweiten Weltkrieg Gefallenen

## Infrastruktur und Verkehr

### Bildung und Erziehung
Der Stadtteil ist mit Kindergärten ausreichend versorgt. Die Grundschule Herderns ist die Weiherhofschule, auf deren Gelände auch eine Realschule zu Hause ist. Zwei Gymnasien mit unterschiedlicher Ausrichtung – das alt- und neusprachliche Friedrich-Gymnasium und das mathematisch-naturwissenschaftliche Droste-Hülshoff-Gymnasium (inklusive neusprachlichem und künstlerischem Zweig) befinden sich ebenfalls in Herdern. Am östlichen Rand der Bebauung in Hanglage befindet sich eine nach anthroposophischen Gesichtspunkten geführte Einrichtung, das Haus Tobias, das einen Kindergarten, eine Schule (Sonderschule G) und ein Heim für besonders förderungsbedürftige Kinder betreibt.
Hochschuleinrichtungen im Stadtteil sind die „Katholische Hochschule Freiburg – Hochschule für Sozialwesen, Religionspädagogik, Pflege und Management“ (früher bekannt als KFH), die Fakultät für Biologie der Albert-Ludwigs-Universität mit dem Botanischen Garten und eine Außenstelle des Universitätsklinikums mit der Hautklinik, der psychiatrischen und der psychosomatischen Klinik. Auf diesem Gelände befindet sich auch der Sitz der Klinikschule Freiburg.
Im Gebäude des ehemaligen Eisenbahner-Waisenhorts (EBW) im Norden des Stadtteils, das 1928 errichtet wurde und dessen Mittelbau unter Denkmalschutz steht, ist heute ein Wohnheim des Studierendenwerks Freiburg für 270 Studierende untergebracht, das auch behindertengerechte Zwei-Zimmer-Wohnungen bietet.

### Kultur

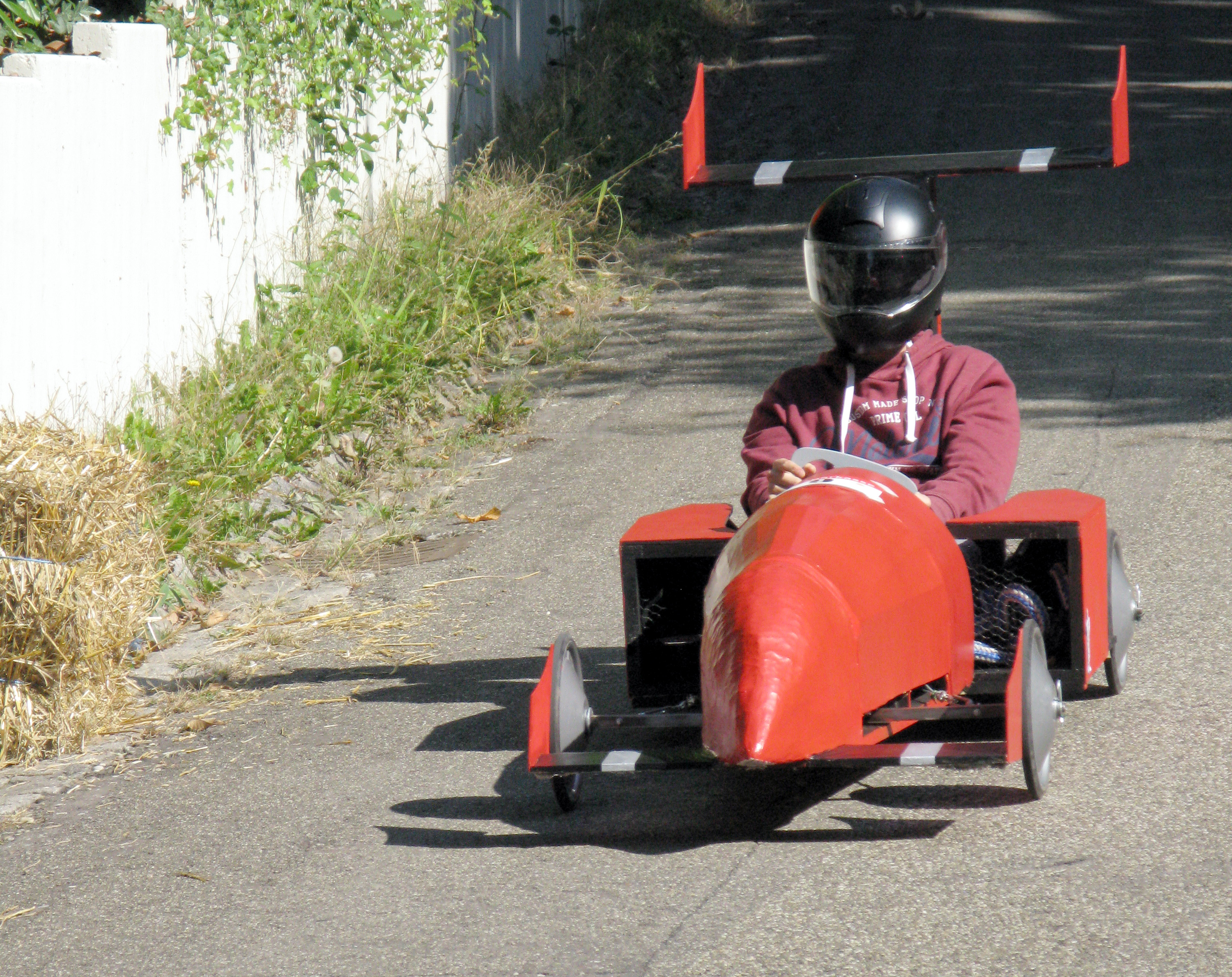
Seifenkistenrennen auf der Eichhalde in Freiburg

An der Habsburgerstraße liegt die „FABRIK für Handwerk, Kultur und Ökologie“, eines der größten und ältesten sozio-kulturellen Zentren in Deutschland. Es richtete sich ab 1978 im Gebäude einer ehemaligen Garnfabrik (davor Möbelfabrik) ein. Hier arbeiten in 25 Betrieben und Einrichtungen (unter anderen Druckerei, Fahrradwerkstatt, Kindertagesstätte und Motorradclub) etwa 150 Menschen. 1987 wurde hier das erste Freiburger Blockheizkraftwerk eingebaut und 2001 wurden das ganze Gelände und alle Gebäude barrierefrei erschlossen. Vielen Freiburgern ist aber vor allem das „Vorderhaus“ auf dem Gelände bekannt, eine viel besuchte Kleinkunstbühne mit angeschlossenem Restaurant.
Seit 1931 werden – mit Unterbrechungen – in Herdern jährlich Seifenkistenrennen abgehalten. Diese finden seit 1999 immer am letzten Sonntag im September auf der Eichhalde statt. Herdermer Vereine helfen beim Bau der Fahrzeuge und der Durchführung des Rennens.
Einmal im Jahr findet auf dem Kirchplatz im Ortszentrum der „Herdermer Hock“ statt. Er wird von der „Arbeitsgemeinschaft der Herdermer Vereine“ (AGHV) bestehend aus dem Turnverein Freiburg-Herdern, der herdermer Abteilung der Freiwilligen Feuerwehr und der Fasnachtszunft der Herdermer Lalli organisiert und durchgeführt. Der Sommerhock geht von Freitag bis Montag und lockt jedes Jahr tausende Besucher an.

### Behörden und ähnliche Einrichtungen
Westlich der Habsburgerstraße, im weniger gehobenen Bereich des Stadtteils befindet sich ein Behördenzentrum, wo die Finanzämter Freiburg I und II und andere Landesbehörden angesiedelt sind. Südlich der Tennenbacher Straße befindet sich unter anderem die JVA und verschiedene Einrichtungen der Universität, die bereits zum Stadtteil Neuburg gehören.
In Herdern liegt auch die Zentrale des Deutschen Caritasverbandes (DCV), neben dem Gelände der Katholischen Hochschule. An der Habsburgerstraße befindet sich das Ernst-Lange-Haus des Evangelischen Dekanats Freiburg.

### Verkehr
Herdern ist in den Öffentlichen Nahverkehr durch den Haltepunkt Freiburg-Herdern an der Rheintalbahn eingebunden. Hier halten Züge der Breisgau-S-Bahn, die über die Elztalbahn nach Denzlingen, Waldkirch und Elzach verkehren. Ferner verkehrt auf der Habsburgerstraße die Linie 3 der Freiburger Straßenbahn. Sie wird von der Freiburger Verkehrs AG betrieben und fährt von Zähringen über die Stadtmitte nach Haid. Die östlichen Gebiete in der Ebene werden durch die Omnibuslinie 27 an den Europaplatz angebunden. Neben der Buslinie 23 fahren einige Regionalbuslinien im Westen durch die Stefan-Meier-Straße.
In Herdern bestehen drei Stationen des Fahrradverleihsystems Frelo. Eine weitere befindet sich am Haltepunkt Herdern auf der westlichen Seite der Rheintalbahn in der Beurbarung in Brühl.
Die Habsburgerstraße ist auch die wichtigste nordwärts führende Ein- und Ausfallstraße, was eine entsprechende Verkehrsbelastung und eingeschränkte Wohnqualität bedeutet. Nach umfassenden Erneuerungs- und Gleisbauarbeiten in den Jahren 2009 und 2010 verlaufen die Gleise der Stadtbahn seit Ende 2010 abgesehen von zwei Engstellen auf eigenem Gleiskörper.

## Sonstiges

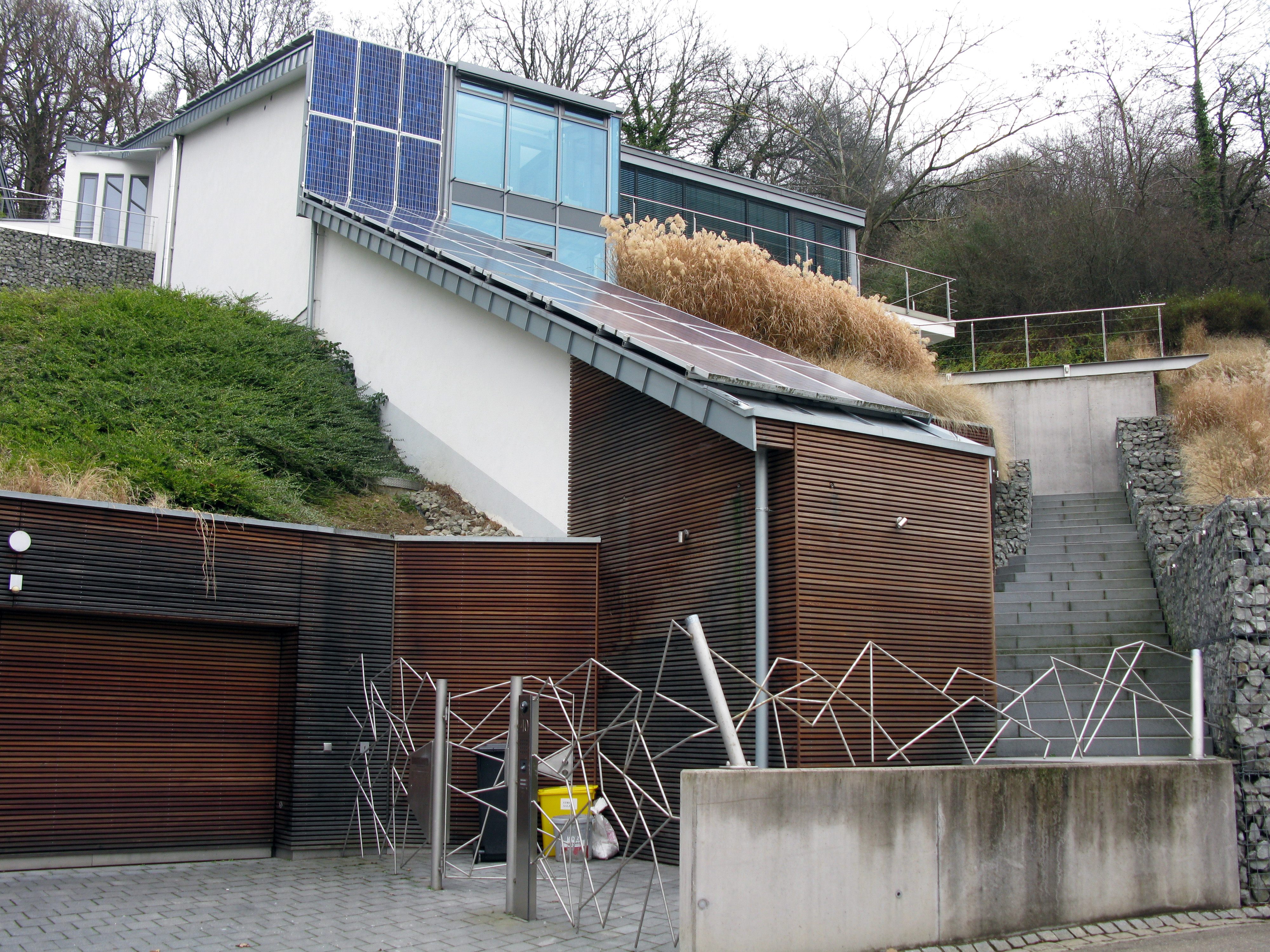
Ehemalige Beltracchi-Villa auf der Eichhalde

Die Abdurrahman-Moschee in Herdern ist ein Zentrum der salafistischen Szene Südbadens.
Die Familie von Josef Mengele, der Lagerarzt im Konzentrationslager Auschwitz-Birkenau und einer der meist gesuchten Kriegsverbrecher des Zweiten Weltkrieges gewesen war, lebte bis Ende 1944 in der Sonnhalde 81. Mengele selbst war dort gemeldet und hielt sich dort mehrfach auf Heimaturlaub auf. Seine Frau Irene und sein Sohn Rolf zogen auch nach der Flucht Mengeles nach Südamerika zurück nach Herdern, wo Rolf Mengele später in der Rotlaubstraße als Rechtsanwalt tätig war.
Der Kunstfälscher Wolfgang Beltracchi wohnte bis zu seiner Festnahme im Jahr 2010 auf der Eichhalde.